# Augustín Malár
Augustín Malár (ur. 18 lipca 1894 w Reitern, Austria, zm. 1945 w Sachsenhausen) – słowacki generał.

## Życiorys
Syn Mihala i Eleny. Naukę rozpoczął w gimnazjum w Skalicy, później w Szoproniu na Węgrzech. W 1914 rozpoczął studia w Akademii Ewangelickiej w Bratysławie, ale przerwał je w roku 1915, kiedy wstąpił do wojska i rozpoczął służbę w 72 pułku piechoty w Bratysławie. W 1915 brał udział w walkach na froncie rosyjskim, w składzie 64 pułku piechoty. W 1916 walczył na froncie włoskim, gdzie dostał się do niewoli. Przebywał w obozie jenieckim w Matere, a następnie wstąpił do Legionu Czechosłowackiego we Włoszech.
W 1920 wstąpił do armii czechosłowackiej, służył jako oficer wywiadu. W latach 1921–1922 kształcił się w École Militaire Speciale w Paryżu. W roku 1931 awansował do stopnia majora a w roku 1936 do stopnia podpułkownika. W okresie kampanii wrześniowej w stopniu pułkownika, jako dowódca 3 Dywizji Piechoty (kryp. „Rázus”)  w składzie zgrupowania „Bernolak” walczącej jako wojska sojusznicze po stronie Niemiec w agresji przeciwko Polsce. Dowodzone przez niego pułki współdziałały z niemieckim XVIII Korpusem Armijnym. Do roku 1941 dowódca wojsk słowackich ze sztabem w Spiskiej Nowej Wsi i Trenczynie, oraz dowódca Wyższej Szkoły Wojskowej w Bratysławie.
Od 1941 do 1942 dowódca słowackich wojsk ekspedycyjnych przeciwko Związkowi Radzieckiemu. Dnia 23 stycznia 1942 awansowany do stopnia generała majora, odznaczony Krzyżem Żelaznym. Od maja 1944 dowódca zgrupowania wojsk w Preszowie. W wyniku zbliżającej się do Słowacji Armii Czerwonej razem z gen. Čatlošem próbował prowadzić negocjacje z Niemcami i partyzantami, biorącymi udział w powstaniu narodowym mające na celu usunięcie Niemców ze Słowacji. W wyniku utraty zaufania został następnie zatrzymany w Preszowie przez organy bezpieczeństwa Rzeszy i wywieziony do Niemiec. Zmarł w obozie koncentracyjnym w Sachsenhausen, prawdopodobnie w lutym 1945.